# Caroline Spelman

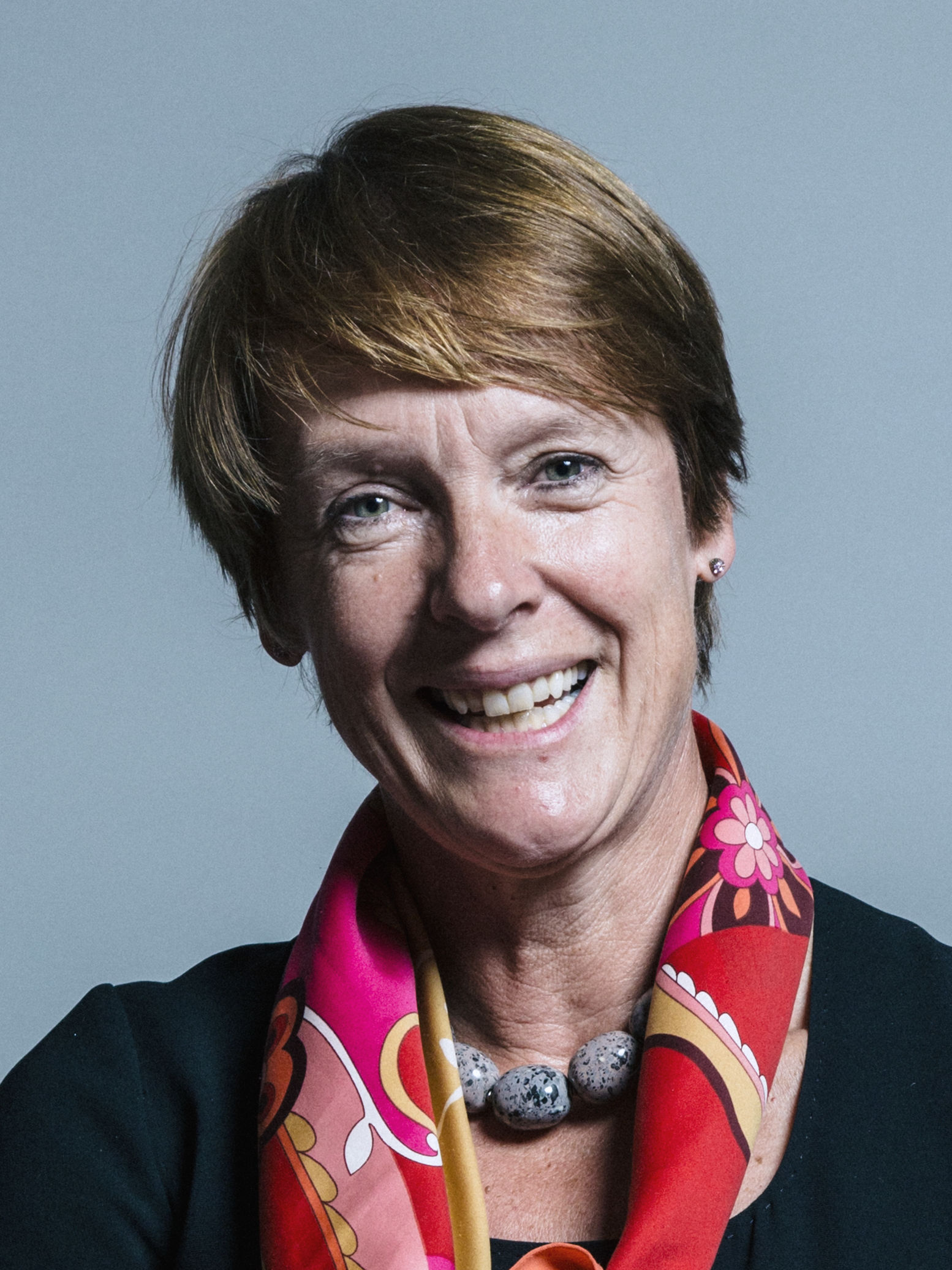
Caroline Spelman (2017)

Dame Caroline Alice Spelman, geb. Cormack (* 4. Mai 1958 in Bishop’s Stortford, Hertfordshire), ist eine britische Politikerin der Conservative Party. Von Mai 2010 bis September 2012 war sie Ministerin für Umwelt, Ernährung und ländliche Räume (Secretary of State for Environment, Food and Rural Affairs).

## Biografie
Nach dem Besuch der Herts and Essex Grammar School absolvierte sie am Queen Mary and Westfield College der Universität London ein Studium im Fach European Studies. Nach einer sechsjährigen Tätigkeit als Mitarbeiterin in der Vereinigung der Europäischen Zuckerrübenindustrie (CIBE) in Paris war sie nach ihrer Eheschließung mit Mark Spelman, einem Partner der Unternehmensberatung Accenture, Hausfrau und Mutter. Daneben war sie Autorin eines Buches über Biokraftstoffe. Mit ihrem Ehemann gründete sie 1989 Spelman, Cormack and Associates, ein Unternehmen für Nahrungsmittel und Biotechnologie, und war deren Direktorin.
Während der Schwangerschaft mit ihrem zweiten Kind kandidierte sie bei den Unterhauswahlen 1992 erfolglos für einen Sitz im Unterhaus (House of Commons) im Wahlkreis Bassetlaw.
Bei den Unterhauswahlen am 1. Mai 1997 wurde sie dann schließlich als eine von 34 neuen Abgeordneten der Conservative Party zum Mitglied des House of Commons gewählt und vertritt in diesem seitdem den Wahlkreis Meriden.
Im Juni 1998 wurde sie zunächst Parlamentarische Geschäftsführerin (Whip) der konservativen Fraktion im Unterhaus und war danach von Juni 1999 bis September 2001 Sprecherin ihrer Partei für Gesundheit und Frauenangelegenheiten.
2003 wurde sie erstmals in das Schattenkabinett der Conservative Party berufen und war zunächst „Schattenministerin für Umwelt und für Frauen“ und dann von 2004 bis 2007 für Gemeinschaftswesen und lokale Verwaltung.
Im Anschluss war sie zwischen 2007 und 2009 Vorsitzende der Conservative Party und damit nach Theresa May erst die zweite Frau in dieser Funktion.
2009 wurde sie wieder in das Schattenkabinett der Konservativen berufen und war dort erneut Schattenministerin für Gemeinwesen und lokale Verwaltung.
Nach dem Wahlsieg der Conservative Party bei den Unterhauswahlen 2010 wurde sie am 11. Mai 2010 von Premierminister David Cameron zur Ministerin für Umwelt, Ernährung und ländlichen Raum in dessen Kabinett berufen und war somit auch für Landwirtschaft zuständig. Sie musste das Kabinett im Zuge einer größeren Ministerrochade 2012 verlassen.
Unmittelbar nach ihrer Ernennung wurden ihr wegen ihrer Tätigkeit als Direktorin von Spelman, Cormack and Associates zu enge Beziehungen zur Lobby landwirtschaftlicher Unternehmen vorgeworfen.
Im Juli 2010 geriet sie in die Kritik, als sie das Tragen einer Burka als ermächtigend und würdevoll und als Ausdruck eines feministischen Standpunkts bezeichnete.
Im Rahmen der Resignation Honours des ehemaligen Premierministers David Cameron wurde Spelman zur Dame Commander of the Order of the British Empire ernannt.
Im Zuge des EU-Austritts des Vereinigten Königreichs setzte sich Spelman für die Verhinderung eines sogenannten No-Deal Brexits ein. Sie verkündete Anfang September 2019, sich bei den kommenden Unterhauswahlen nicht erneut um einen Sitz im Parlament bewerben zu wollen.